# Bendegó (Meteorit)
Koordinaten: 10° 7′ 0″ S, 39° 12′ 0″ W

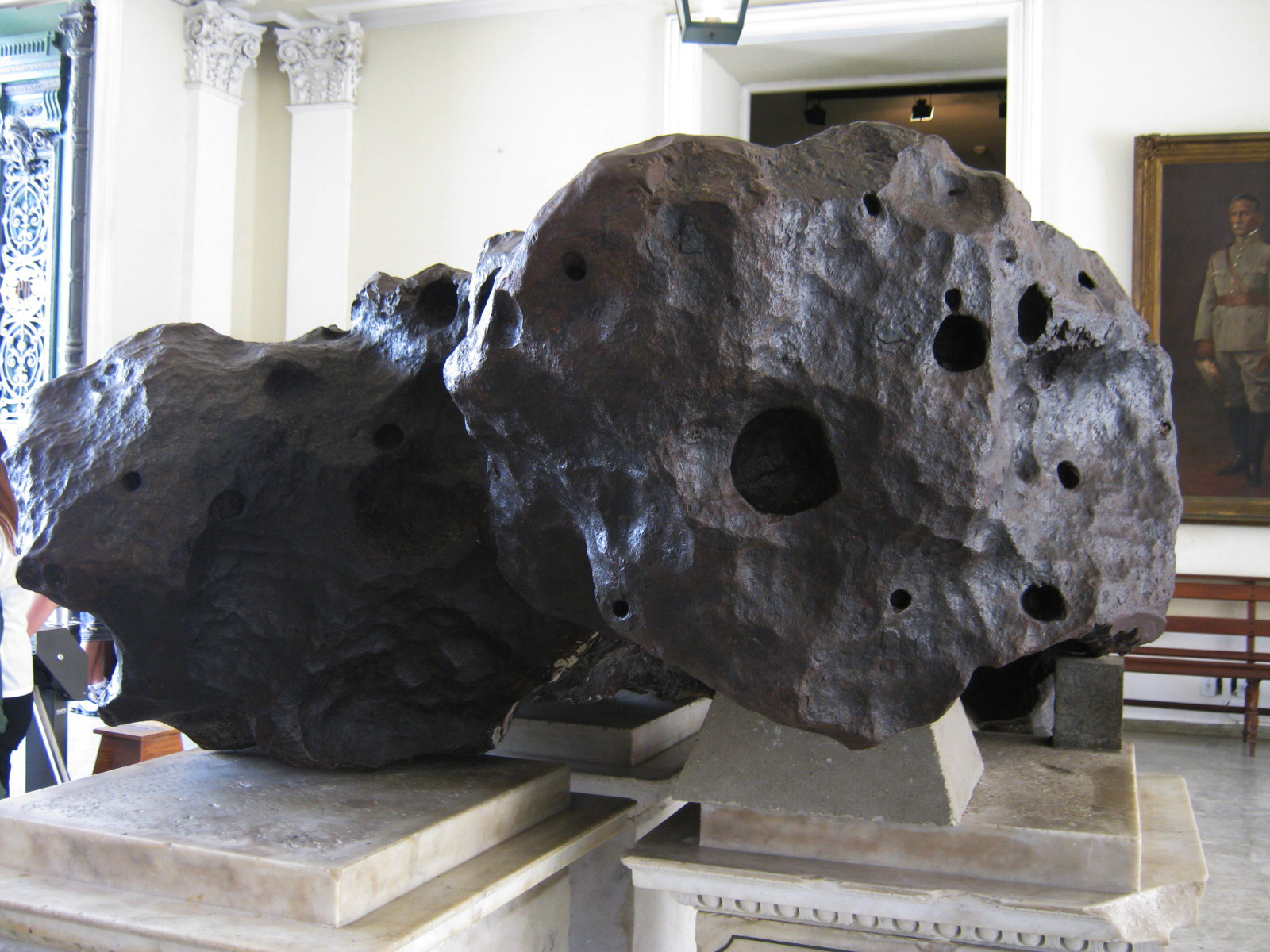
Meteorit als Exponat im Brasilianischen Nationalmuseum, Ansicht von hinten

Der Bendegó-Meteorit (portugiesisch Meteorito do Bendegó oder Pedra do Bendegó, deutsch Meteorit von Bendegó) ist ein Eisenmeteorit, der gegen Ende des 18. Jahrhunderts im heutigen brasilianischen Bundesstaat Bahia entdeckt wurde. Mit einer Masse von 5360 Kilogramm ist er der massereichste in Brasilien gefundene Meteorit.
Der Meteorit wurde nahe der heutigen Stadt Monte Santo entdeckt, wobei die meisten Quellen 1784 als Jahr des Fundes nennen, andere jedoch auch das Jahr 1774. Nachdem erste Transportversuche gescheitert waren, verblieb der Meteorit zunächst unweit seines ursprünglichen Fundortes. 1887/1888 wurde der damals sogar auf 7000 Kilogramm geschätzte Meteorit auf dem Landweg nach Salvador gebracht und gelangte von dort mit dem Dampfschiff nach Rio de Janeiro, wo er am 15. Juni 1888 ankam. Ab 1888 wurde er dann im Brasilianischen Nationalmuseum ausgestellt. Er hat eine unregelmäßige Form und misst in seiner größten Ausdehnung etwas mehr als zwei Meter (Maße werden leicht unterschiedlich angegeben wie 2,20 m × 1,45 m × 0,58 m oder auch 2,15 m × 1,50 m × 0,66 m).
Am 25. August 1888 schätzte der Scientific American, dass er mit Sicherheit über 6 Jahrhunderte sich in situ an der Fundstelle befunden haben musste. Zu diesem Schluss war man durch einen Vergleich der Dicke der unversehrten Oxidkruste mit derjenigen, die sich erneut nach einem Entfernungsversuch im Jahr 1785 gebildet hatte.
Er überstand den Brand im brasilianischen Nationalmuseum im September 2018.
Derzeit (8. Mai 2025) gibt es auf MinDat (Hudson Institute of Mineralogy) keinen Eintrag für den Meteoriten.

## Quijingue-Meteorit
Etwa 70 km Luftlinie südlich des Einschlagsortes wurde der 1984 der Quijingue-Meteorit, ein Pallasit (PMG) mit einer Masse von 59 kg gefunden.